# Sébastien Jaudeau
Sébastien Jaudeau est un réalisateur français.

## Biographie
Diplômé de l'Institut d'études politiques de Bordeaux en 1993, Sébastien Jaudeau a ensuite étudié le cinéma au Brooklyn College de New York. Il réalise en 1996 un premier court métrage expérimental, La légendaire épopée de Neptune sur le Mont Virtuel, alors qu'il effectue son service militaire à l'ECPAD.

## Filmographie
- 2000 : Intrusion (court métrage)
- 2007 : La Part animale
- 2011 : Étreinte (court métrage)